# Elènia petita de Jamaica
L'elènia petita de Jamaica (Myiopagis cotta) és una espècie d'ocell de la família dels tirànids (Tyrannidae).

## Hàbitat i distribució
Habita la selva i altres formacions boscoses a les muntanyes i terres baixes de Jamaica.